# Johann Siegmundt Sultzberger
Johann Siegmundt Sultzberger, auch Johann Sigmund Sulzberger († zwischen 1670 und 1685), war ein leitender Beamter im Dienst des Kurfürsten Johann Georg I. von Sachsen und des Herzogs Moritz von Sachsen-Zeitz. 

## Leben und Wirken
Johann Siegmundt Sultzberger war der Sohn des Sigismund Friedrich Sultzberger aus Graz, Ratsbaumeister in Leipzig.
Sultzberger ist seit 1656 als Amtmann in Suhl im albertinischen Teil der Grafschaft Henneberg nachweisbar. Herzog Moritz ordnete am 29. September 1661 den Wechsel Sultzbergers in das Amt Schleusingen an. Dafür kam der dortige Amtmann Poppo Christian Lauterbach aus Schleusingen in das Amt Suhl. In seiner Amtszeit war er an den letzten großen Hexenverfolgungen in Schleusingen und Suhl maßgeblich beteiligt.
Er war verheiratet mit Anna Maria Kade, später mit Sophie Elisabeth, der Tochter des kurfürstlich-sächsischen Rats und Stadtsyndikus in Leipzig und Erbherr in Sietzsch, Greidenitz und Kyhna Anton Günter Bötschen. Diese heiratete 1685 als Witwe den Theologen Thomas Ittig.